# Странное преступление
«Странное преступление» (итал. Sotto falso nome) — драма Роберто Андо с элементами эротики.

## Сюжет
Известный писатель, пишущий под псевдонимом Серж Новак, живёт вполне счастливой жизнью с красавицей женой и сыном. Лишь один раз он проводит страстную ночь любви с молодой женщиной Милой, думая, что больше никогда не увидит её.
Однако вскоре Серж с ужасом обнаруживает, что его случайная знакомая является невестой его собственного сына…

## В ролях
| Актёр             | Роль           |
| ----------------- | -------------- |
| Даниэль Отёй      | Даниэль        |
| Грета Скакки      | Николетта      |
| Анна Муглалис     | Милла          |
| Джорджо Лупано    | Фабрицио       |
| Магдалена Мельцаж | Эва            |
| Мишель Лонсдаль   | Дэвид Гинсберг |

## Награды
- 2004 — Avignon Film Festival (Людовико Эйнауди)